# Battlefield Vietnam
Battlefield Vietnam je first-person střílečka vydána společností Electronic Arts v rámci série Battlefield. Hra se odehrává během Vietnamské války a obsahuje řadu map založených na skutečných místech.

## Hratelnost
Battlefield Vietnam má stejné cíle jako Battlefield 1942 ; ve většině map je cílem získat kontrolní body kolem mapy, aby se umožnilo spřátelit s jinými hráči. Stejně jako ostatní hry série Battlefield hrají lístky Spawn zásadní roli při porážce týmu.
Battlefield Vietnam představuje revoluční formu asymetrické válečné hry. Oba týmy (USA nebo Severní Vietnam) dostávají velmi odlišné sady zbraní a vozidla, díky nimž se USA více spoléhá na těžká vozidla a Vietnam zase na taktiku pěchoty. Například USA získá těžké tanky, vrtulníky a bombardéry, zatímco Vietnamci jsou nuceni spoléhat na protitankové / protiletadlové zbraně, aby zastavili americkou stranu.
Battlefield Vietnam postavený na upraveném enginu hry Battlefield 1942, má od svého předchůdce mnoho nových a vylepšených funkcí. Hra dává hráči různé zbraně založených na válce. Různé moderní zbraně a koncepty jsou představovány třeba jako AK47. Hráči jsou schopni vystřelit ze strany spolujezdce vozidla.
Hra je první ze série Battlefield, která využila 3D mapu, umožňující hráčům vidět ikony, které představují polohu kontrolních bodů nebo přátelských jednotek, což dává hráči zvýšené situační povědomí.

## Hodnocení
V červnu 2004 obdržela Battlefield Vietnam certifikaci „Gold“ od Verband der Unterhaltungssoftware Deutschland, což naznačuje prodej nejméně 100 000 kusů v Německu, Švýcarsku a Rakousku. Celkový prodej Battlefield Vietnamu dosáhl listopadu 2004 990 000 kopií, do té doby série Battlefield prodala 4,4 milionu kopií.
Hra obdržela „obecně příznivé recenze“ podle webové stránky pro agregaci recenzí Metacritic. Battlefield Vietnam byl finalistou v Top 10 nejlepších počítačových her roku 2004 časopisu Computer Games Magazine. Získal také zvláštní cenu časopisu za nejlepší zvukový doprovod.